# Kopplungsanalyse
Unter einer Kopplungsanalyse (engl.: linkage analysis) versteht man in der Genetik ein Kartierungsverfahren für Gene. Dabei untersucht man von möglichst vielen genetischen Merkmalen eines Chromosoms, wie häufig sich diese bei Rekombinationsereignissen getrennt haben.
Gene auf verschiedenen Chromosomen trennen sich nach der dritten mendelschen Regel zu 50 % Wahrscheinlichkeit. Trennen sich zwei Gene auf einem Chromosom jedoch seltener, so spricht man von Genkopplung. Je näher die Gene aneinander liegen, desto unwahrscheinlicher ist die Trennung bei einem Rekombinationsereignis.
Anhand vieler Kreuzungsexperimente über mehrere Generationen kann man die Wahrscheinlichkeit der Trennung ermitteln. Diese gibt den relativen Abstand zwischen Genen an, der in centiMorgan (cM) gemessen wird. 1 cM ist der Abstand von zwei Genen, die nur in einem Prozent aller untersuchten Rekombinationen entkoppelt wurden. Da optisch auffällige Merkmale (Marker) nicht sehr häufig sind, nutzt man zur Kartierung molekulare Marker wie z. B. RFLPs, AFLPs, Mikrosatelliten und SNPs.
Sind Kreuzungsexperimente nicht möglich, etwa bei der Kartierung von Krankheitsgenen beim Menschen, so kann man auch anhand der Untersuchung von Stammbäumen (Stammbaumanalyse) eine Kartierung vornehmen. Dazu sind jedoch mindestens drei Generationen und sehr viele Stammbäume nötig.
Diese Auswertung erfolgt, je nach Datenlage, über mehr oder weniger komplizierte statistische Methoden.